# The Academy
The Academy var en engelsk tidskrift för litteratur, konst och vetenskap, startad 1869 av
Charles Appleton, som var dess utgivare till 1881. Bland hans efterträdare kan nämnas J. S. Cotton 1881-96, C. Lewis Hind 1896-1903, lord Alfred Douglas 1907-1910. 1902 ombildades den till The Academy and Literature, och utkom till 1916.
1869-1870 var tidskriften månatlig, 1871-1874 utkom två nummer i månaden, 1874-oktober 1915 var den veckoskrift, men återgick sedan till att vara månadtidskrift.